# Жанна II (графиня Оверни)
Жанна II, графиня Оверни и Булони (фр. Jeanne d'Auvergne, 1378 — ок. 1424) — дочь Жана II Овернского (ум. 1394), вторая жена Жана Беррийского (1340—1416). Более всего известна тем, что спасла жизнь своего племянника, короля Франции Карла VI, во время Бала объятых пламенем.

## Биография
Жанна была дочерью Жана II Овернского и его жены Элеоноры Комменжской. Её дед, Жан I Овернский приходился дядей королеве Франции Жанне Овернской, второй супруге Иоанна Доброго. Предком матери Жанны был Пьер II де Куртенэ, император Константинополя.
Так как родители девочки вскоре разошлись, её воспитанием занимался Гастон Феб, граф Фуа. Жанне было 11 лет, когда на неё, наследницу Булонского графства и доменов в Оверни, Бове и Пикардии, обратил внимание недавно овдовевший герцог Беррийский. Жених был старше невесты на 38 лет. Свадьба состоялась в Риме 5 июня 1389 года. Брак был бездетным.
Жанна присутствовала 28 января 1393 года на печально известном «бале объятых пламенем», который был устроен королевой Изабеллой Баварской в честь свадьбы фрейлины Катерины де Фастоврин. Король и пятеро дворян появились на празднике в костюмах дикарей. Это были мешки из льна, с растрёпанной пенькой, изображавшей шерсть, прикреплённой смолой или воском. Танцуя, король приблизился к герцогине Беррийской, в это время Людовик Орлеанский неосторожно поднёс факел к одному из ряженых, костюм которого мгновенно вспыхнул. Пламя перекинулось на других участников маскарада, возникла паника. Герцогиня не растерялась: повалив на пол короля, она своими юбками потушила пламя. Кроме Карла VI, спасся только один ряженый, бросившийся в таз с водой; остальные погибли.
В 1394 году Жанна после смерти отца стала графиней Булони и Оверни. Овдовела в 1416 году. В том же году вышла замуж за Жоржа де Ла Тремуя. Этот брак был также бездетным. Умерла Жанна Овернская в 1424 году. Графства Овернское и Булонское наследовала её кузина Мария Овернская.